# بليك تشارلتون
بليك تشارلتون (بالإنجليزية: Blake Charlton)‏ (1979)؛ روائي أمريكي.